# عنقود ألفا حامل رأس الغول
عنقود ألفا حامل رأس الغول هو عنقود مفتوح يتبع كوكبة حامل رأس الغول. اكتشفه جوفاني باتيستا أودييرا ‏ في 1654.

## روابط خارجية
- عنقود ألفا حامل رأس الغول على موقع ويكي سكاي: DSS2, SDSS, GALEX, IRAS, Hydrogen α, X-Ray, Astrophoto, Sky Map, Articles and images